# Cardcaptor Sakura
Cardcaptor Sakura (japonsky カードキャプターさくら, Kádokjaputá Sakura), známé též jako Card Captor Sakura a často zkracováno na CCS, je manga série o dívce nadané magickými schopnostmi, která vzešla z dílny CLAMPu, známé ženské umělecké skupiny. Cardcaptor Sakura bylo v Japonsku vydáváno Kódanšou a předtím v Nakajoši. Série obsahuje dvanáct svazků.
Televizní anime seriál (1998–2000), založený na manze, se skládá ze 70 půlhodinových epizod (rozdělených do tří sezón), dvou celovečerních filmů a mnoha speciálů.
Částečně i díky animaci a charakterizaci má Cardcaptor Sakura na internetu širokou základnu fanoušků, zejména díky tomu, že seriál obsahuje nezanedbatelnou míru šónen ai, šódžo a moé.
Většina postav z Cardcaptor Sakura se také později objevila v dalším díle CLAMPu Cubasa: Reservoir Chronicle.

## Příběh
Sakura Kinomoto je obyčejná desetiletá dívka do chvíle, než otevře magickou knihu plnou kouzelných karet a přečte první jméno karty (jméno této karty zní Windy). Jakmile toto jméno karty vyřkne, objeví se pod ní magický kruh a karty uletí. Z knihy vyleze žlutý medvídek s křídly jménem Kerberos. Daruje Sakuře magický klíč, díky němuž se Sakura stane Card Captorem, který má za úkol pochytat všech 51 zbylých karet, které vytvořil mág Clow.
Po nějakém čase do její školy přestoupí čínský chlapec Šaoran Li se svou 'snoubenkou' Meilin Li. Šaoran se ji snaží donutit, aby mu vydala všechny své karty, protože on je jeden z potomků Clowa a má také jisté magické schopnosti. Nejdříve se k ní staví nepřátelsky, ale poté začínají spolupracovat, prohlubovat svůj vztah a překonávají různé překážky.

## Postavy

### Sakura Kinomoto
| japonské jméno:     | Sakura Kinomoto           |
| nadabované jméno:   | Sakura Avalon             |
| narozena:           | 1. dubna                  |
| věk:                | 10                        |
| sourozenci:         | Tója Kinomoto             |
| mimoškolní činnost: | mažoretka, roztleskávačka |
| krevní skupina:     | A                         |

### Šaoran Li
| japonské jméno:   | Šaoran Li       |
| nadabované jméno: | Šowron Li       |
| narozen:          | 13. července    |
| sourozenci:       | 4 starší sestry |
| věk:              | 10              |
| krevní skupina:   | 0               |

### Kero-čan
| japonské jméno:   | Cerberus |
| nadabované jméno: | Kerberos |
| narozen:          | neznámo  |

### Tomojo Daidoudži
| japonské jméno:   | Tomojo Daidoudži |
| nadabované jméno: | Madison Taylor   |
| narozena:         | 3. září          |
| věk:              | 10               |
| krevní skupina:   | A                |

### Meilin Li
| japonské jméno:   | Meilin Li  |
| nadabované jméno: | Meilin Rae |
| věk:              | 10         |
| narozena:         | neznámo    |
| krevní skupina:   | B          |

### Tója Kinomoto
| japonské jméno:     | Tója Kinomoto       |
| nadabované jméno:   | Tori Avalon         |
| věk:                | 17                  |
| sourozenci:         | Sakura Kinomoto     |
| mimoškolní činnost: | brigády všech druhů |
| krevní skupina:     | 0                   |

Tója je Sakuřin starší bratr, který trpí "sesterským komplexem". Sakuře sice stále říká monstrum a tak, ale ve skutečnosti mu na ní hrozně záleží a je k ní velice ochranitelský. Proto také nesnáší Šaorana, a kdykoliv se ti dva vidí, létají blesky. Jeho nejlepší přítel je Sakuřin idol Jukito.